# Lusciano
Lusciano è un comune italiano di 16 286 abitanti della provincia di Caserta in Campania. Dal 1929 al 1946 fece parte del comune di Aversa. La località è famosa per la produzione di pesche, fragole, uva da vino (asprinio) e foraggi.

## Geografia fisica
Il territorio municipale di Lusciano, inserito nell'agro aversano e nella conurbazione napoletana, confina a nord e est con Aversa; a nord e ovest con Trentola Ducenta; a ovest con Parete; a sud con Giugliano in Campania e Parete.

## Origini del nome
Il toponimo ha subìto una lunga evoluzione. Nel V secolo si parlava di Rusiano o Rosciano, nel VIII e il X secolo Ruczano e Rizzano, nel XIII in poi in volgare Luxanis e dunque Lusciano.

## Storia
I Donnorso divennero proprietari del feudo di Lusciano in epoca contemporanea: Giovanni Francesco Mollo lasciò il Ducato di Lusciano alla contessa Maddalena Donnorso nel 1819.
Nel 1806 furono emanate le Leggi eversive della feudalità che decretarono la fine di tutti i privilegi feudali nel Regno di Napoli e l'inizio dell'Amministrazione comunale.
Prima del fascismo il comune comprendeva anche Ducenta e il suo nome era Lusciano e Ducenta. Durante il regime fascista Lusciano divenne una frazione di Aversa (1929-1946), mentre Ducenta una frazione di Trentola, diventando così Trentola Ducenta, comune tutt'oggi esistente. Caduto il regime, Lusciano divenne nuovamente autonoma, separandosi da Aversa. Nel 1990 la cittadina venne attraversata da Papa Giovanni Paolo II durante la Visita pastorale ad Aversa.

## Monumenti e luoghi d'interesse

### Architetture religiose

#### Chiesa parrocchiale di Maria Santissima Assunta in Cielo (chiesa Madre)
In piazza San Giovanni Paolo II, dell'originaria struttura trecentesca non rimane quasi più niente. La facciata si articola in due ordini architettonici sovrapposti, divisi da una trabeazione. Il livello inferiore è o da quattro coppie binate di colonne di ordine ionico, addossati alla parete che delimitano tre classici portali: quello centrale più imponente ed alto; quelli laterali sormontati da lunette a tutto sesto.
L'ordine superiore o attico si raccorda con il livello sottostante con due volute, mentre la zona centrale forma un preciso quadrato, racchiuso da due paraste. Qui è situata un'edicola finemente decorata in cui è collocata la statua della Madonna dell'Assunta, con putti alati poggianti su nuvole. Il corpo quadrato è sormontato da un classicheggiante timpano triangolare. Sul lato destro della chiesa in corrispondenza del presbiterio, si erge l'alto campanile, costituito da cinque livelli (di cui l'ultimo ottagonale) che si conclude con una piccola cupola a pera.
L'interno della chiesa di forma basilicale, priva di transetto, è diviso in tre navate con tre absidi semicircolari. La navata centrale, illuminata da alti finestroni, costituisce suo il nucleo più antico, di stile romanico, mentre le navate laterali da archi e volte a crociera a sesto acuto, sono del XIV secolo. Le pareti interne della chiesa sono state affrescate da Luigi Torelli nel 1942. Significativi sono gli altari marmorei e la decorazione della seconda cappella delle reliquie del XVII secolo, in cui si conservano statue e busti lignei e soprattutto la statua e la reliquia del santo protettore San Luciano.

#### Convento e casa di riposo Sacro Cuore di Gesù
Fra i molti meriti del vescovo Settimio Caracciolo è stato anche quello nel 1909 di mandare le suore del Sacro Cuore a Lusciano ove dimorarono accanto alla chiesa parrocchiale e curarono il primo asilo infantile del comune. Nel 1952 l'allora parroco don Emilio Graziano acquistò un vasto terreno in via Perla e vi edificò un grande edificio e affidandolo alle suore vittime espiatrici di Gesù Sacramentato, circondato da un esteso giardino e una cappella dedicata al "Sacro Cuore" e le affidò alle suore. Negli anni cinquanta serviva per ospitare i tanti orfani di guerra, oggi è una casa di riposo per anziani, nella sua cappella si celebrano funzioni liturgiche per il paese. Nel 2015 l'istituto ha accolto per alcuni giorni l'urna con le spoglie mortali di santa Maria Cristina Brando la fondatrice dell'ordine appunto di queste suore che vi dimorano.

### Architetture civili

#### Palazzo Ducale dei Donnorso
Il Palazzo Ducale fu edificato nel XIV secolo abitato dalla nobile famiglia napoletana dei Donnorso. Il loro stemma è raffigurato sull'ingresso del Palazzo ed è il simbolo un orso. Il palazzo risale all'inizio del Rinascimento quando l'intera struttura si sviluppò attorno alla torre sorta tra "Largo Torre" e "strada Torre" e "Strada Mezzo". Di proprietà privata era denominato Palazzo Baronale. Il riferimento più antico è compreso in un atto in vendita del 1632; il secondo atto del 1668 con cui il feudo di Lusciano veniva venduto dal magnifico Filippo Lucarelli a Francesco Mollo. Nel 1732 il Palazzo Ducale comprendeva tre edifici: il palazzo baronale, il palazzo di mezzo e il palazzo macedonia.
Il primo nucleo di questo palazzo era "la torretta" attorno ai quali sorsero i tre corpi di fabbrica che fu abbattuta nel 1983. Oggi della Torretta resta solo una rudere a forma di cono. Nel 1819 il Ducato di Lusciano fu ereditato dai Donnorso. Il 16 gennaio il duca Ettore Donnorso e sua moglie Maddalena fecero testamento a favore del figlio Antonio e del nipote Ettore jr. Successivamente il Palazzo fu acquistato dal sig. Mungiguerra e dal sig. Nicola di Franco. Oggi il Palazzo Ducale accoglie sedute del Consiglio Comunale, spettacoli teatrali e proiezioni.

#### Villa Martino
Sorto alla metà del Settecento ha subito varie ristrutturazioni effettuate a metà dell'Ottocento. La famiglia Martino possedeva il fabbricato all'inizio dell'Ottocento. Nonostante sia stata sottoposta a tutte le disposizioni di tutela dalla Soprintendenza dei beni architettonici di Caserta e dichiarato monumento di particolare interesse storico-culturale dal Ministero dei Beni ed attività culturali. Successivamente negli anni '70 è stato abbandonato fino a subire nel corso del tempo un lento ed inarrestabile degrado. La scala, in condizioni statiche deteriorate conserva il rivestimento delle pedate in pietra e sul terrazzo un'altana, un tempo usata per avvistamento o per la piacevole vista sul belvedere.

### Altri luoghi d'interesse
Nelle campagne sono presenti antiche Masserie, testimonianze della civiltà contadina. A volte venivano costruite su resti di epoca romana. Masseria del Monaco era chiamata così perché per secoli appartenuta ai monaci.

### Aree naturali
- Parco Liborio Carpentiero (Cangemi)
- Parco "Raffaele Numeroso"
- Parco Emini "Pasquale Grimaldi"

## Società

### Evoluzione demografica
Abitanti censiti

### Tradizioni e folclore

#### Festa di San Luciano
Il Santo patrono, Luciano di Antiochia viene festeggiato tre volte l'anno: la prima è quella del 7 gennaio, festa liturgica di San Luciano e la venerazione del Santo avviene con funzioni religiose alle quali i cittadini partecipano in massa. La seconda è il 6 febbraio, festa del patrocinio del santo o definita anche con l'appellativo popolare di festa di "San Luciano 'o puveriello", questo poiché non sono previsti festeggiamenti di tipo folcloristico. La terza e la più importante è prevista a partire dalla terza domenica di settembre, con festeggiamenti di tipo religioso e folcloristico che durano svariati giorni in cui il santo viene portato in festa tra le vie del paese fra doni e folclore popolare. Le origini del culto di San Luciano, probabilmente si diffusero nella cittadina dell'antica terra di Liburia a partire dal XVI secolo come attestano fonti storiche; inoltre nella chiesa dell'"Assunta in Cielo" è custodito il cranio del santo di Antiochia, arrivato in dono nel XVII secolo insieme ad altre reliquie del santo; questo contribuisce a rendere Lusciano fulcro della venerazione di San Luciano.
Inoltre nel 2012 è stato celebrato il 17º centenario del martirio di san Luciano di Antiochia (312-2012) i cui festeggiamenti si sono protratti per l'intero mese di settembre fra processioni, cerimonie liturgiche e manifestazioni di piazza e ha visto anche la partecipazione del cardinale Crescenzio Sepe.

#### La festa a Santa Maria a Cubito (Villa Literno)
La cappella di Santa Maria a Cubito, sita in territorio di Villa Literno, non lontano dalla "Traversa d'Ischitella" è un immobile appartenente alla chiesa dell'Assunta in Lusciano. I luscianesi ogni 15 agosto nello spiazzo antistante la cappella si svolgeva la festa del "'O cuollo e papero". La gara consisteva di prendere un'oca e troncarle la testa con un colpo secco. Alla gara partecipavano giovani dei paesi dell'Agro aversano armati di un robusto bastone. Se il colpo all'oca finiva sul collo difficilmente la testa si staccava, il vincitore portava a casa una o più oche. Oggi la gara del " O cuollo e papero" non si tiene più, ma ogni 15 agosto i luscianesi si recano alla cappella e si celebra la santa messa dal parroco di Lusciano locale.

#### La cappella di San Rocco e la festa del Carminiello
La cappella di San Rocco dista un chilometro dalla chiesa madre. Questo tempietto fu eretto nel XVI secolo, costruito da mura stabili e rettangolari impreziosito dall'effigie della Madonna e da un finestrino rotondo. In prospettiva a un piccolo altare si erge un'icona dipinta su tela, un'antica immagine della Madonna del Carmine, San Rocco e San Sebastiano con le anime del Purgatorio; inoltre è presente anche una statuetta di San Rocco in cartapesta aggiunta in seguito dagli appestati. Sulla facciata della cappella è murato un marmetto; una lapide su cui è scritto: "peste perempti requiescunt" 1656. In questo periodo infatti si abbatté un terribile morbo e in questa cittadina nel giro di poco tempo morirono più di duecento persone; contagiati gli altri con gran timore di morire, in tal miserevole calamità accorrevano nel sacro tempio con processione di penitenza. Da quel giorno con stupendo miracolo, non ne morì né si contagiò più nessuno». Per grazia ricevuta e a perpetua memoria delle 109 persone sepolte nella cappella al centro si nota una botola che attesta l'esistenza del sotterraneo, il tempietto fu dedicato a San Rocco. Così ora, dopo il restauro, potrà riprendere la processione del lunedì in Albis e del 16 luglio, in ricorrenza della festa della Madonna del Carmine detta " del Carminiello". Una processione che muove proprio dalla Chiesa San Rocco.
Da qualche anno tale chiesa è stata inglobata nell'area nota come "Emini 2", l'abbandono conseguente e l'interruzione delle celebrazioni religiose ha decretato uno stato di avanzato degrado.

#### Altre manifestazioni religiose
- Sfilate di quadri e fujenti della Madonna dell'Arco, Lunedì in Albis e Domenica in Albis;
- Processione della Madonna Addolorata e del Cristo Morto la V domenica di Quaresima (2 domeniche prima di Pasqua);
- Via Crucis Cittadina il Venerdì santo;
- Processione del Corpus Domini;
- Processione della Madonna Assunta, il 15 agosto;

## Cultura

### Istruzione
La biblioteca comunale è situata in via Costanzo all'interno del Municipio.

## Infrastrutture e trasporti
La località è servita dalle autolinee in servizio pubblico gestite da AIR Campania (che esercita alcune linee ex CTP).
Il paese è attraversato dalla superstrada SP 335 ex SS 265 dei Ponti della Valle (Giugliano - Marcianise).
In passato era servito dalla stazione di Lusciano posta lungo la ferrovia Alifana "bassa", in esercizio fra il 1913 e il 1976.

## Amministrazione
| Periodo | Periodo | Primo cittadino           | Partito           | Carica                    | Note   |
| ------- | ------- | ------------------------- | ----------------- | ------------------------- | ------ |
| 1989    | 1991    | Luigi Cristofaro          | PSI               | Sindaco                   |        |
| 1991    | 1992    | Rosario De Cristofaro     | DC                | Sindaco                   |        |
| 1992    | 1995    | Della Cioppa-Fedele-Vasco |                   | Commissione straordinaria |        |
| 1995    | 1999    | Antonio Granieri          | PDS               | Sindaco                   |        |
| 1999    | 2004    | Francesco Pirozzi         | Lista civica (DS) | Sindaco                   |        |
| 2004    | 2007    | Isidoro Verolla           | Lista civica (FI) | Sindaco                   |        |
| 2008    | 2009    |                           |                   | Commissione straordinaria | [ 10 ] |
| 2009    | 2012    | Luciano Fattore           | Lista civica      | Sindaco                   |        |
| 2012    | 2013    | Mauro Passerotti          |                   | Commissione straordinaria |        |
| 2013    | 2023    | Nicola Esposito           | Lista civica      | Sindaco                   |        |
| 2023    | 2025    | Giuseppe Mariniello       | Lista civica      | Sindaco                   |        |